# 柴山昌彦
柴山 昌彦（しばやま まさひこ、1965年12月5日 - ）は、日本の政治家、弁護士。自由民主党所属の衆議院議員（8期）。自民党幹事長代理、自由民主党埼玉県支部連合会長。
文部科学大臣（第24代）、内閣総理大臣補佐官（第3次安倍第1次改造内閣）、総務副大臣（第2次安倍内閣）、外務大臣政務官（福田康夫改造内閣・麻生内閣）、衆議院内閣委員長、自由民主党総裁特別補佐・筆頭副幹事長、政調会長代理を歴任した。

## 来歴

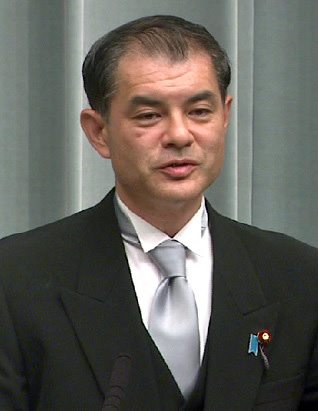
2018年10月、文部科学大臣就任時の会見にて

愛知県名古屋市生まれ（現住所は埼玉県所沢市小手指町2丁目）。武蔵中学校、武蔵高校を経て、1990年、東京大学法学部第1類（私法コース）卒業。東大法学部在学中は高橋宏志（民事訴訟法を専門）のゼミに所属していた。東大法学部卒業後は住友不動産に入社したが、1年半で退職。
1998年、司法試験に合格し、2000年に司法修習53期を修了。
2004年3月、公職選挙法違反で逮捕された新井正則（自由民主党）の衆議院議員辞職を受け、衆議院埼玉8区の補欠選挙が実施されるにあたり、自民党の公募に合格。同年4月、埼玉8区の補欠選挙に立候補。木下厚（民主党）を破り柴山が初当選。
2005年、第44回衆議院議員総選挙でも、埼玉8区で木下を破り、2選。
2008年、福田康夫改造内閣で外務大臣政務官に任命される。麻生内閣で外務大臣政務官に再任。
2009年の第45回衆議院議員総選挙では、民主党の小野塚勝俊に埼玉8区で敗れたが、重複立候補していた比例北関東ブロックで復活当選し、3選。
2012年9月の自由民主党総裁選挙では安倍晋三を支援し、推薦人にも名を連ねた。同年12月の第46回衆議院議員総選挙では、埼玉8区で前回敗れた小野塚を比例復活を許さず破り、4選。選挙後に発足した第2次安倍内閣で総務副大臣（情報通信、放送、郵政及び内閣官房所掌の郵政民営化等担当）に任命された。
2014年の第47回衆議院議員総選挙では、埼玉8区で再び小野塚を下し、5選。
2015年10月、第3次安倍第1次改造内閣の発足に伴い、内閣総理大臣補佐官（国家安全保障に関する重要政策及び選挙制度担当）に任命された。
2017年8月、自民党筆頭副幹事長兼総裁特別補佐に就任。第48回衆議院議員総選挙で小野塚が希望の党公認候補となったがそれを退け、6選。
2018年10月2日、第4次安倍改造内閣において、文部科学大臣に就任初入閣した。
2019年9月16日、臨時大会において自民党埼玉県連会長に選出。
2021年10月31日、第49回衆議院議員総選挙で7選。
2024年10月27日、第50回衆議院議員総選挙で8選。

## 政策・主張

### 文部科学行政
- 文部科学大臣として、2019年05月10日、大学等修学支援法の成立を担当した。同法は授業料や入学金を減免し、返済不要の給付型奨学金を拡充するのが柱で、2020年4月より施行されている[15]。
- 2019年6月、「令和３年度大学入学者選抜に係る大学入学共通テスト実施大綱」を決定[16]
- 「心を痛めたのが児童虐待の問題でした。千葉県野田市における小学4年生の死亡事案を受けて、「児童虐待防止対策に関する関係閣僚会議」において、「児童虐待防止対策の抜本的強化について」の決定を行うとともに、こちらも私から全国の児童生徒の皆さんへというメッセージを発表させていただきました。」としている[17]。
- 「仁川宣言」を採択[17]。日中韓の文化交流の在り方を示す。
- 「世界トップクラスの高強度レーザー装置やそれを活用した重粒子線治療等、医療分野等における研究開発の成果を視察をし、量子技術が社会にもたらす意義を現場で再認識」し、「国立大学や研究機関の特色ある取組をしっかりと支援してまいりたい」としている[18]。「高等教育・研究改革イニシアティブ－柴山イニシアティブ－」としてまとめられ、「大学改革や研究力強化に向けた取り組みも進めさせていただきました。」としている[17]。
- 「世界は急速にこのSociety5.0に対応した教育ということに向けた取組を非常に力を入れて進めております。そのような中で地方も含めて、そうした教育の充実ということが、これから求められてくるのだということをしっかりと認識を共有をしてまいりたいというように思いますし、様々な先進的な取組については、横展開を図っていきたいというように思います。併せて地方創生に、例えば、遠隔教育などが非常に有効に活用できるということについても現場の皆様と文部科学省とがですね、これからしっかりと対話を進めて欲しいと思っております。そのための人材の育成ということも急務であります。外部人材の登用も含めてしっかりと進めていく必要があろうかというように思います。」とした。
- 2019年、ブラインデンスタインNASA長官とアメリカで面会し、月周回有人拠点（Gateway）に関する議論の加速の確認、宇宙分野の研究開発協力の推進に関する共同声明への署名[17]。
- 「世界遺産や国宝についての防火対策を講じる必要性がある」と考えており、「9割以上が木造で建てられ、これらの周囲の6割が木造密集地であるなど、火災の潜在的な危険性が高い」日本の文化施設の課題を解消できるよう、実地調査等も通じて更に精査を加え、「関係省庁とも連携しながら、早急に総合的かつ計画的な対応策をとりまとめてまいりたい」としている[18]。
- 2009年、マンガ・アニメ・ゲームの表現を規制する児童ポルノ禁止法改正案（自民・公明党案）が国会に提出された際には、提出者の1人に名を連ねた[19]。
- 「あいちトリエンナーレの事業において、個別具体的な展示について質問されるということはなかったということでありますけれども、今回、事前にこのような展示がなされるということが分かっていたにもかかわらず、そうした展示内容について説明や補足というものはなかったという事実関係があったということでありますので、私がこの場で申し上げたのは、当然、事業の安全安心、円滑な遂行というのは大前提でありますし、また事業の目的等に合致しているかどうかということについて、しっかりとした申請と確認が行われたのかということも、これもやはり我々としては再チェックをするということを申し上げただけであります。全く補助金が出る事業について、政権の意向に沿ったものしか認めないというようなことを言ったこともありません。そんなことは全く毛頭、毛の先ほども考えたことはございません。」とした[18]。

### その他
- 婚外子の相続差別解消のための民法改正について、最高裁判所の決定を尊重しつつ実務の混乱防止と法律婚の尊重を図るべきと主張する[20]。なお最高裁判所は、2013年9月4日に相続において婚外子を差別する民法の規定が違憲であるとの判断を下している[21]。
- 選択的夫婦別姓制度導入には、家族のあり方に鑑み慎重な意見を持つ[22][23]。
- 「原子力に依存しなくてもよい経済・社会構造の確立を目指す」とした2012年総選挙における自民党の公約を大切にするよう主張している[24]。
- 道路特定財源の一般化を主張[25]。
- 女性宮家について、そのような政策がまず最初に出てくるのはおかしい、として反対している[26]。
- 2018年10月2日、安倍内閣で文科相に就任した直後の記者会見で、かつての教育勅語について、「同胞を大切にする、国際的協調を重んじるといった基本的な記載内容について現代的にアレンジして教えていこうと検討する動きがあると聞いており、検討に値する」と述べた[27]。
- 同性婚については、2015年にビートたけしのTVタックルに出演した際、「同性婚を制度化すると、少子化に拍車がかかる」と述べた。これについては番組放送後「(同性婚が少子化を助長することは)科学的に証明されてないことは当然知っていますが、制度化により全く影響がないとも言えていません」と説明した。番組内では当時区議会審議中であった渋谷区のパートナーシップ制度導入について、「全国的に議論しなければならない」と主張。「そうでないと、渋谷に同性愛者が集中」し、「社会的混乱が生じる」と説明した[28][29]。
- 超党派の共同養育支援議員連盟の一人として、KNB北日本放送、「子どもの共同親権 当事者の声は」のインタビューにて、「耐えられるDVであるかを判断する仕組みが必要」と発言し、DV被害者や弁護士から強い批判を浴びた。

## 人物

### 旧統一教会との関係
ジャーナリストの鈴木エイトが作成した「旧統一教会関連団体と関係があった現職国会議員168人」によれば、旧統一教会関連団体との関係について、2021年から2022年にかけて、教団関連集会に2度出席したとされる。

### その他
- 「国会議員（三ツ星）データブック　2012総選挙版　質問王ランキング」（東京プレスクラブ出版）において、民主党政権時代の議員立法提出回数は10回で全体の2位、自民党では第1位にランキングされている。

## 不祥事 ・論争

### 政治資金問題
2012年6月、柴山が支部長を務める自民党所沢支部が2010年・2011年の2年連続で政治資金収支報告書を提出していなかったため、5月9日付で一旦解散していたことが報道された。担当者は「多忙なため、提出し忘れた単純ミス」と主張。さいたま地検は2014年1月22日、柴山と会計担当者を犯意を認めるに足りる十分な証拠がないとして不起訴処分とした。

　さらに、2024年には自民党最大派閥の清和政策研究会（安倍派）の政治資金パーティー収入の裏金問題において、2018年から5年間で、政治資金パーティー券の販売ノルマを超えた売上金について、同派閥から還流金を受けたり派閥に納めなかったりした計896万円を、政治資金収支報告書に未記載であったことが明らかとなり、この裏金問題を受けて自民党より戒告処分となった。さらに、同問題に関連して神戸学院大学の上脇博之教授より政治資金規正法違反容疑の告発状が東京地検に提出された。同年12月26日、東京地検特捜部は柴山を嫌疑不十分で不起訴とした。

### 応援演説会場での学生制止
2019年8月24日、JR大宮駅近くで2019年埼玉県知事選挙の応援演説を行った際、演説中の柴山に向けて大学入学共通テストに反対するやじを発したとして、男性が埼玉県警に取り押さえられたと報じられた。柴山によると、到着後、登壇していた車の後方から「柴山やめろ」「（英語の）民間試験撤廃」という声が聞こえたという。男性は大学生で、複数の警察官に囲まれた後、演説会場から遠ざけられた。ネット上では、大学生が警察官に囲まれる画像が投稿され、「文科相に抗議の大学生を街頭演説から排除」との批判が噴出した。これに対し柴山は、8月27日の会見で「表現の自由は最大限保障されなければいけないが、選挙活動の円滑、自由も非常に重要。演説会に集まっておられた方々は候補者や応援弁士の発言をしっかり聞きたいと思って来られているわけですから、大声を出したり、通りがかりでヤジを発するということはともかくですね、そういうことをするというのは、権利として保障されているとは言えないのではないか」と語った。大学生は、大学入学共通テスト・英語の民間試験活用の中止を求めて国会議員に署名を提出する活動に加わったが、文科省が動かないので、文科相である柴山に直接訴えようとした、「入試改革で混乱している受験生の代弁をしたのに、『わめき散らす声』と否定するのはおかしい」と語った。県警は、大声をあげたりプラカードを掲げたりしていた男性が歩道と道路を隔てる生け垣を飛び越えようとしていたため、男性警察官3人が服を引っ張るなどして制止して数メートル離れた歩道側に誘導した、と説明している。

## 政治資金
日本共産党の機関紙しんぶん赤旗によると、消費者金融・貸金業界の政治団体「全国貸金業政治連盟」（全政連）から政治献金を受け取っていた。また、2004年には政党助成金で掃除機、自転車、テレビを合計約18万円分購入していた。

## 選挙歴
| 当落 | 選挙                     | 執行日         | 年齢 | 選挙区                | 政党       | 得票数     | 得票率 | 定数 | 得票順位 /候補者数 | 政党内比例順位 /政党当選者数 |
| ---- | ------------------------ | -------------- | ---- | --------------------- | ---------- | ---------- | ------ | ---- | ------------------ | ---------------------------- |
| 当   | 第43回衆議院議員補欠選挙 | 2004年4月25日  | 38   | 埼玉8区               | 自由民主党 | 5万2543票  | 44.85% | 1    | 1/3                | /                            |
| 当   | 第44回衆議院議員総選挙   | 2005年09月11日 | 39   | 埼玉8区               | 自由民主党 | 11万5223票 | 52.53% | 1    | 1/3                | /                            |
| 比当 | 第45回衆議院議員総選挙   | 2009年08月30日 | 43   | 比例北関東（埼玉8区） | 自由民主党 | 9万1376票  | 39.11% | 1    | 2/4                | 5/6                          |
| 当   | 第46回衆議院議員総選挙   | 2012年12月16日 | 47   | 埼玉8区               | 自由民主党 | 8万5375票  | 42.37% | 1    | 1/5                | /                            |
| 当   | 第47回衆議院議員総選挙   | 2014年12月14日 | 49   | 埼玉8区               | 自由民主党 | 9万3126票  | 50.33% | 1    | 1/3                | /                            |
| 当   | 第48回衆議院議員総選挙   | 2017年10月22日 | 51   | 埼玉8区               | 自由民主党 | 9万2952票  | 49.53% | 1    | 1/3                | /                            |
| 当   | 第49回衆議院議員総選挙   | 2021年10月31日 | 55   | 埼玉8区               | 自由民主党 | 10万4650票 | 51.61% | 1    | 1/2                | /                            |
| 当   | 第50回衆議院議員総選挙   | 2024年10月27日 | 58   | 埼玉8区               | 自由民主党 | 9万3223票  | 43.38% | 1    | 1/4                | /                            |

## 所属団体・議員連盟
- 自民党たばこ議員連盟[42]
- 日本会議国会議員懇談会[43]
- 神道政治連盟国会議員懇談会[43]
- みんなで靖国神社に参拝する国会議員の会[43]
- 創生「日本」[43]
- 国際観光産業振興議員連盟（カジノ議連）[44]
- 全日本不動産政策推進議員連盟
- 全ての女性の安心・安全と女子スポーツの公平性を守る議員連盟（副代表）[45]
- 明治の日を実現するための議員連盟（副幹事長）[46]
- 再生可能エネルギー普及拡大議員連盟（会長）[47]

## 同期
- 東京大学前期課程同クラス
  - 半沢淳一 - 東大経進学・卒業、1988年三菱銀入行、2021年三菱UFJ銀頭取就任
  - 城山英明 - 東大法進学・卒業、2006年東大教授就任
  - 古川禎久 - 東大法進学・卒業、1989年建設省入省、2003年衆議院議員選出、2021年法相就任
  - 山下貴司 - 東大法進学・卒業、1992年検事任官、2012年衆議院議員選出、2018年法相就任
- 司法修習53期[注釈 1]
  - 土井香苗 - 弁護士、人権活動家
  - 戸田泉 - 弁護士
  - 荒井裕樹 - 弁護士